# Neotenotrocha
Представители кольчатых червей класса Полихета в основном гонохорические (половые). Размер червя может достигать до 1 мм. Тело кольчатое, с числом сегментов от нескольких до нескольких сотен. Вторым, после сегментации, характерным признаком кольчатых червей является наличие на их теле хитиновых щетинок, вырастающих из кутикулы.
Спаривание: самки производят феромон, который привлекает самцов и дает им сигнал сбрасывать сперму, что, в свою очередь, стимулирует самок проливать яйца, это поведение известно как роение. Гамета порождается через метанефридию или разрыв стенки тела (называемый «эпитокией», при котором пелагическая репродуктивная особь, «эпиток», образуется из бентосной, нерепродуктивной особи. После оплодотворения большинство яиц становятся планктонными; хотя некоторые из них сохраняются в червячных трубках или закапываются в желейные массы, прикрепленные к трубкам.
Жизненный цикл: яйца развиваются в личинку, которая позже превращается в ювенильную стадию (тело удлиняется), а затем развивается во взрослые